# آنجو ريحان
آنجو ريحان (وُلدت في 20 فبراير 1975) هي ممثلة لبنانية 

## عن حياتها
ولدت في كفرصير في جنوب لبنان ثم انتقلت إلى بيروت في سن الثامنة عشر، وازداد اهتمامها بالفنون، ودرست في بيروت الفنون المرئية، وأصبحت معلمة فيها عام 2000، كما تلقت تعليمها الفني في معهد الفنون الجميلة بالجامعة اللبنانية، ثم تطور اهتمامها بالتمثيل في الأفلام والتليفزيون والمسرح، ومن أفلامها (وهلأ لوين، مرة أخرى، شربل)، أما في الدراما التليفزيونية فقدمت (غزل البنات، الشحرورة، خدنا بحلمك).

## من أعمالها

### المسلسلات
- كريستال
- وأخيراً
- غزل البنات
- الشحرورة
- أبو جعفر المنصور
- تشيللو، وهو من إخراج سامر برقاوي
- تارا

### الأفلام
- وهلأ لوين؟ (فيلم)
- مرة أخرى
- شربل

## وصلات خارجية
- آنجو ريحان على موقع قاعدة بيانات الأفلام العربية